# Departaments d'Haití
Els departaments d'Haití són la divisió administrativa de primer nivell de la República d'Haití.

## Origen
De l'època de la colònia francesa, les tres províncies en què aquesta es dividia: Nord, Sud i Oest, passaren a ésser départements (departaments) com a la resta de França per la creació que en feu l'Assemblea Constituent de 1789. Aquesta estructura es va mantenir després de la independència i es va anar fraccionant amb el temps fins a assolir la quantitat actual de 10. Al capdavant de cada departament hi ha un delegat departamental, nomenat pel govern.
Els departaments se subdivideixen en 41 arrondissements (districtes), aquests en 133 communes (municipis) i aquestes en 565 seccions comunals.

## Llista

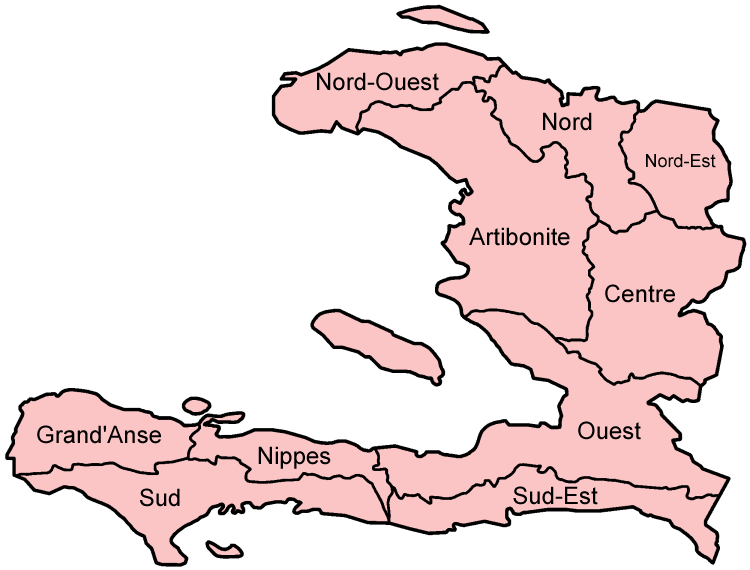
Mapa dels departaments d'Haití.

| Departament  | Nom en crioll haitià | Superfície (km²) | Capital        |
| ------------ | -------------------- | ---------------- | -------------- |
| L'Artibonite | Latibonite           | 4.887            | Gonaïves       |
| Centre       | Sant                 | 3.487            | Hinche         |
| Grand'Anse   | Grandans             | 1.912            | Jérémie        |
| Nippes       | Nip                  | 1.267            | Miragoâne      |
| Nord         | Nò                   | 2.115            | Cap Haïtien    |
| Nord-Est     | Nòdès                | 1.623            | Fort-Liberté   |
| Nord-Oest    | Nòdwès               | 2.103            | Port-de-Paix   |
| Oest         | Lwès                 | 4.983            | Port-au-Prince |
| Sud          | Sid                  | 2.653            | Les Cayes      |
| Sud-Est      | Sidès                | 2.034            | Jacmel         |